# Riccardo Tommasi Ferroni
Riccardo Tommasi Ferroni (Pietrasanta, 4 dicembre 1934 – Pieve di Camaiore, 19 febbraio 2000) è stato un pittore e incisore italiano.

## Biografia
Nacque in una famiglia di artisti: il padre Leone Tommasi, studiò scultura dapprima a Roma e poi all'Accademia di belle arti di Brera a Milano, così come scultore era suo fratello, Marcello Tommasi. A Viareggio, Riccardo si formò al liceo classico, dove si diplomò iscrivendosi poi alla facoltà di Lettere e Filosofia di dell'Università degli Studi di Firenze frequentando allo stesso tempo l'Accademia di belle arti. Successivamente si trasferì a Roma.
Al 1965 risale l'opera Gli indemoniati di Gerasa, a cui seguono Interno (1971), Allegoria romana e Venere, Marte e Amore (1972), Ripresa televisiva (1973), Ratto d'Europa (1975), Concilio degli Dei (1977) e L'Accademia degli Smarriti (1979).
Nei decenni sessanta e ottanta espose in diverse città italiane e straniere. Nel 1965 partecipò alla IX, alla X e alla XI Quadriennale di Roma, e alla IV Biennale d'Arte Contemporanea di Parigi. Oltre all'esperienza di Parigi (dove sarebbe tornato in altre cinque occasioni).
Nel 1983 Tommasi Ferroni venne ammesso all'Accademia nazionale di San Luca.
Negli anni ottanta realizzò Un bacio ancora (1980), Cena in Emmaus (1982), Abramo e Isacco (1983), Incredulità di San Tommaso (1983), Grande battaglia romana (1984), Una partita a scacchi (1986), Per la vittoria di Lepanto (1988), Desinare al Gianicolo (1989).
Nel 1986 dipinse il drappellone del Palio di Siena del 16 agosto, vinto dalla Imperiale Contrada della Giraffa. Nel 1990 venne inaugurata la Madonna con Bambino e un'oca, un tabernacolo in Vicolo del Tiratoio a Siena, nella Contrada dell'Oca, per celebrare un affresco del pittore Vittorio Giunti.
Il pittore ritornò nella nativa Versilia metà degli anni Ottanta dove realizzò Apollo e Dafne (1990-91), Marsia e Apollo (1992), San Giorgio e il drago e Mercoledì delle ceneri (1995), Non son Geni mentiti (1996).

## Critica
Esponente della corrente dei neofigurativi, già alla fine degli anni cinquanta era riconosciuto da una parte della critica come un pittore moderno allevato alla scuola caravaggesca, vista la sua tendenza a rifarsi a moduli pittorici del passato, in particolare al Manierismo e al Barocco. Questo gli attirò la stroncatura di chi lo considerava soltanto un emulo dei pittori rinascimentali; mentre da altri venne visto come continuatore di Pietro Annigoni e Gregorio Sciltian. Col passare degli anni la critica sviluppò interesse per le sue opere. Un curioso episodio lo vide involontario protagonista nel 1998: un suo disegno giovanile eseguito su carta del XVI secolo, Cavallo impennato con cavaliere nudo, venne scambiato da Carlo Pedretti per uno studio in preparazione della Battaglia d'Anghiari, opera di Leonardo Da Vinci di cui rimangono solo gli studi preparatori.